# Дубровка (Білохолуницький район)
Дубро́вка (рос. Дубровка) — селище у складі Білохолуницького району Кіровської області, Росія. Адміністративний центр Дубровського сільського поселення.

## Населення
Населення поселення становить 1491 особа (2010, 1976 у 2002).

## Історія
Селище отримало статус селища міського типу 1966 року, але 2005 року втратило його.